# Simone Laudehr
Simone Melanie Laudehr (Ratisbona, 12 de julho de 1986), mais conhecida como Simone Laudehr, é uma ex-futebolista alemã que atuava como meia. Foi medalhista olímpica pela seleção de seu país.[carece de fontes?]

## Carreira

### Clube
Laudehr começou sua carreira aos três anos de idade no FC Tegernheim. Em 1996, ela se juntou ao SC Regensburg, antes de jogar pelo FC Bayern de Munique por uma temporada. No Bayern, ela fez sua estreia na Bundesliga. Laudehr foi transferida para o FCR 2001 Duisburg em 2004, onde foi vice-campeã da Bundesliga cinco vezes, incluindo quatro temporadas consecutivas de 2005 a 2008. Ela ganhou a Copa da Alemanha duas vezes com o Duisburg e conquistou a Copa da UEFA Feminina com o clube na temporada 2008-09. Para a temporada 2012-2013, ela se mudou para o 1. FFC Frankfurt. Ela estendeu seu contrato até a temporada 2016-17 em 21 de abril de 2015.
Em 2016, Laudehr se juntou ao Bayern de Munique. Antes do final da temporada 2020-21, Laudehr anunciou sua aposentadoria do futebol. Ela ganhou o primeiro e único título da liga de sua carreira na última rodada da Frauen-Bundesliga de 2020–21, fazendo sua 210ª aparição na Bundesliga ao entrar como substituta na partida com 10 minutos de sobra.

### Internacional
Em 2004, Laudehr foi vice-campeã com a Alemanha no Campeonato Feminino Sub-19 da UEFA de 2004 e, mais tarde naquele ano, venceu o Campeonato Mundial Feminino Sub-19 da FIFA de 2004. Ela fez sua estreia pela seleção alemã em julho de 2007 contra a Dinamarca. Apenas dois meses depois, ela fez parte da seleção alemã para a Copa do Mundo Feminina da FIFA de 2007. Laudehr foi titular pela Alemanha em cinco partidas, incluindo a final da Copa do Mundo, na qual marcou aos 86 minutos para selar a vitória alemã por 2 a 0. Seu gol de cabeça vencedor da Copa do Mundo foi mais tarde eleito o Gol do Mês da Alemanha.[carece de fontes?]
Um ano depois, ela ganhou a medalha de bronze nas Olimpíadas de Verão de 2008 e fez parte da equipe da Alemanha que conquistou o sétimo título do país no Campeonato Europeu de 2009. Laudehr foi convocada para a seleção alemã da Copa do Mundo Feminina da FIFA de 2011.
Ela fez parte da seleção para as Olimpíadas de Verão de 2016, onde a Alemanha ganhou a medalha de ouro.
Em 2019, ela se aposentou da seleção alemã após ser deixada de fora da seleção para a Copa do Mundo Feminina da FIFA de 2019.[carece de fontes?]

## Vida pessoal
Laudehr nasceu em Regensburg, Baviera, Alemanha. Ela é filha de mãe romena, Doina, e pai alemão, Hubert.